# Guy Paul Morin
 (janvier 2021).
La mise en forme du texte ne suit pas les recommandations de Wikipédia : il faut le « wikifier ».
Les points d'amélioration suivants sont les cas les plus fréquents :
- Les titres sont pré-formatés par le logiciel. Ils ne sont ni en capitales, ni en gras.
- Le texte ne doit pas être écrit en capitales (les noms de famille non plus), ni en gras, ni en italique, ni en « petit »…
- Le gras n'est utilisé que pour surligner le titre de l'article dans l'introduction, une seule fois.
- L'italique est rarement utilisé : mots en langue étrangère, titres d'œuvres, noms de bateaux, etc.
- Les citations ne sont pas en italique mais en corps de texte normal. Elles sont entourées par des guillemets français : « et ».
- Les listes à puces sont à éviter, des paragraphes rédigés étant largement préférés. Les tableaux sont à réserver à la présentation de données structurées (résultats, etc.).
- Les appels de note de bas de page (petits chiffres en exposant, introduits par l'outil «  Source ») sont à placer entre la fin de phrase et le point final[comme ça].
- Les liens internes (vers d'autres articles de Wikipédia) sont à choisir avec parcimonie. Créez des liens vers des articles approfondissant le sujet. Les termes génériques sans rapport avec le sujet sont à éviter, ainsi que les répétitions de liens vers un même terme.
- Les liens externes sont à placer uniquement dans une section « Liens externes », à la fin de l'article. Ces liens sont à choisir avec parcimonie suivant les règles définies. Si un lien sert de source à l'article, son insertion dans le texte est à faire par les notes de bas de page.
- La présentation des références doit suivre les conventions bibliographiques. Il est recommandé d'utiliser les modèles {{Ouvrage}}, {{Chapitre}}, {{Article}}, {{Lien web}} et/ou {{Bibliographie}}. Le mode d'édition visuel peut mettre en forme automatiquement les références.
- Insérer une infobox (cadre d'informations à droite) n'est pas obligatoire pour parachever la mise en page.

Pour une aide détaillée, merci de consulter Aide:Wikification.
Si vous pensez que ces points ont été résolus, vous pouvez retirer ce bandeau et améliorer la mise en forme d'un autre article.
Guy Paul Morin est un Canadien qui a été injustement condamné pour le viol et le meurtre de sa voisine de l'époque, Christine Jessop. Elle avait neuf ans lors de son décès en octobre 1984. Ils vivaient dans le village de Queensville, au nord de Toronto, en Ontario. L’amélioration des techniques d’analyse d’ADN a éventuellement conduit à l’annulation de ce verdict. Le 15 octobre 2020, le service de police de Toronto a annoncé qu’une correspondance génétique avait permis d’identifier Calvin Hoover comme étant celui dont le sperme avait été récupéré dans les sous-vêtements de la fillette. Hoover est décédé en 2015.

## Meurtre de Christine Jessop
Le 3 octobre 1984, Christine est revenue chez elle en autobus scolaire alors que sa mère rendait visite à son père qui était en prison. Elle a été vue pour la dernière fois par le propriétaire d’un dépanneur voisin où elle était allée acheter de la gomme à mâcher. Son corps a été retrouvé le 31 décembre, près de trois mois plus tard. Elle avait été agressée sexuellement et assassinée.

## Procès
Morin a été arrêté pour le meurtre de Jessop en avril 1985. Il a été acquitté lors de son premier procès en 1986. Le ministère public a exercé son droit d'interjeter appel du verdict au motif que le juge du procès a commis une erreur fondamentale dans l'exposé au jury. En 1987, la Cour d'appel a ordonné un nouveau procès. Le nouveau procès a été retardé jusqu'en 1992 par les propres appels de Morin fondés sur la non-divulgation par le ministère public de la preuve disculpatoire et par d'autres questions, y compris la règle de la double incrimination .
Le deuxième procès a duré neuf mois en 1992, se terminant par Morin reconnu coupable et condamné à la réclusion à perpétuité Contrairement à d'autres condamnés pour le meurtre d'enfants après les avoir abusés sexuellement, il a été maintenu dans la population générale pendant toute sa durée de détention. Il a été libéré sous caution, en attendant son appel, qui avait été accueilli  en février 1993;  jusqu'à sa libération, il était détenu au pénitencier de Kingston .

## Acquittement et conséquences
Les améliorations apportées aux tests ADN ont conduit à un nouveau test en janvier 1995 qui a exclu Morin comme meurtrier, quelques jours à peine avant que son appel soit entendu,. Le procès pour l'appel de Morin contre sa déclaration de culpabilité a été court, le juge prononçant un verdict d'acquittement ordonné le 23 janvier 1995, en réponse à la preuve ADN selon laquelle toutes les parties étaient d'accord.
Une enquête qui a abouti au rapport Kaufman sur l'affaire Morin a également révélé des preuves d' inconduite de la part de la police et du poursuivant, ainsi que de fausses déclarations de preuves médico-légales par le Centre des sciences judiciaires de l' Ontario,. Morin a reçu une compensation de 1,25 million de dollars du gouvernement de l'Ontario.

## Identification du meurtrier
Le 15 octobre 2020, quelques jours à peine après le 36e anniversaire de la mort de Jessop, la police a identifié le meurtrier comme étant Calvin Hoover sur la base des preuves d'ADN et de la généalogie génétique. Hoover est décédé de sa propre main en 2015. Il avait 28 ans en 1984. La police a déclaré qu'il était un associé de la famille et qu'il avait un casier judiciaire sans lien avec l'affaire.